# 562 aC
L'any 562 aC es un any del calendari gregorià. En l'Imperi Romà havia estat conegut com l'any 192 Ab urbe condita. La denominació de 562 aC per aquest any ha estat utilitzada des de principis de l'edat mitjana, quan es va establir l'era del calendari de l'Anno Domini per denominar els anys.

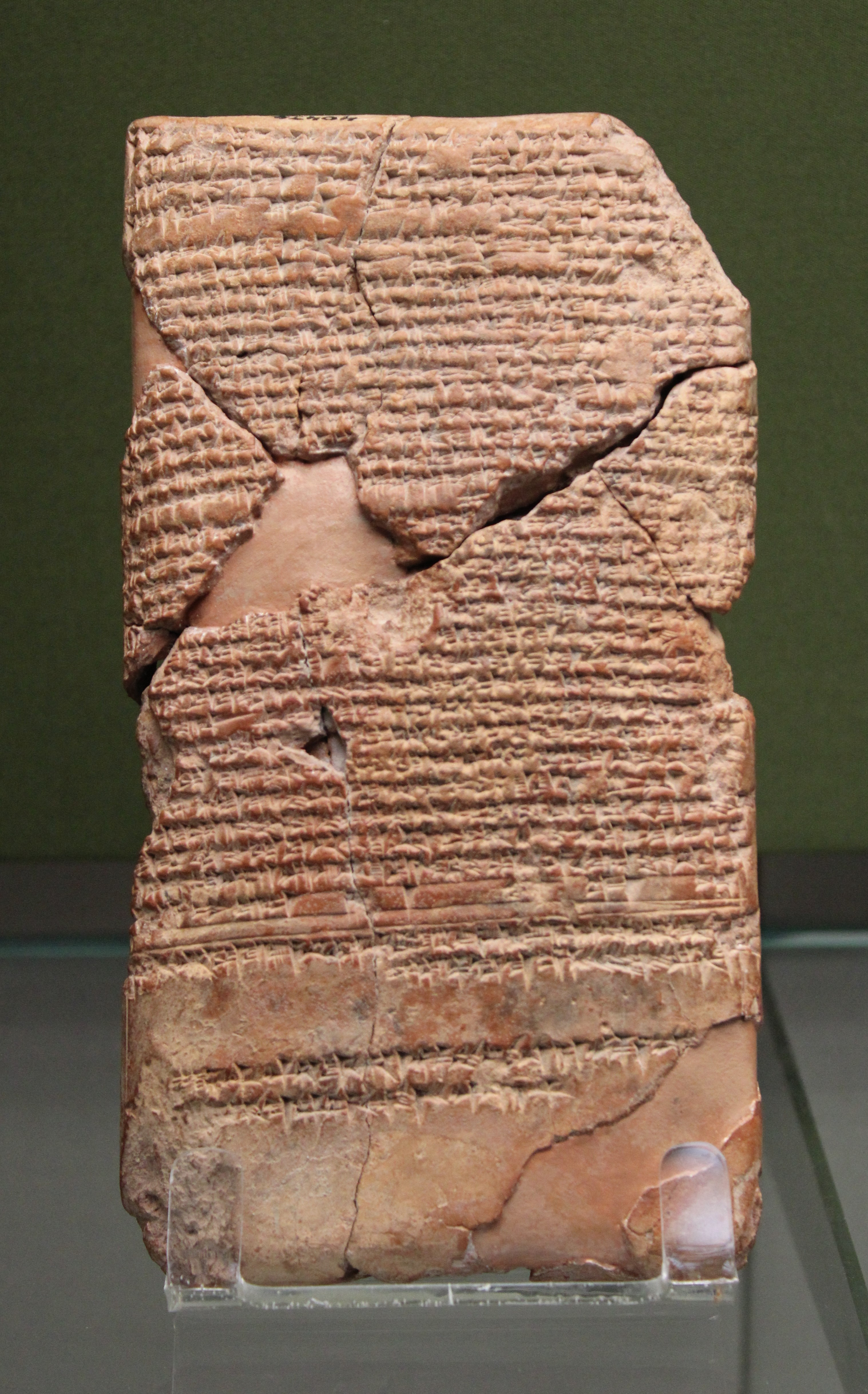
Tableta del poema "Lament de Nabu-suma-ukin", conservat al Museu Britànic

## Esdeveniments
- Amel-Marduk succeeix a Nabucodonosor II com a rei de Babilònia i esdevé el tercer emperador de l'Imperi Neobabilònic.[1]

## Necrològiques
- Nabucodonosor II, emperador de l'Imperi Neobabilònic. El succeeix Amel-Marduk.[2]